# Centre des congrès Haliç
 (septembre 2024).

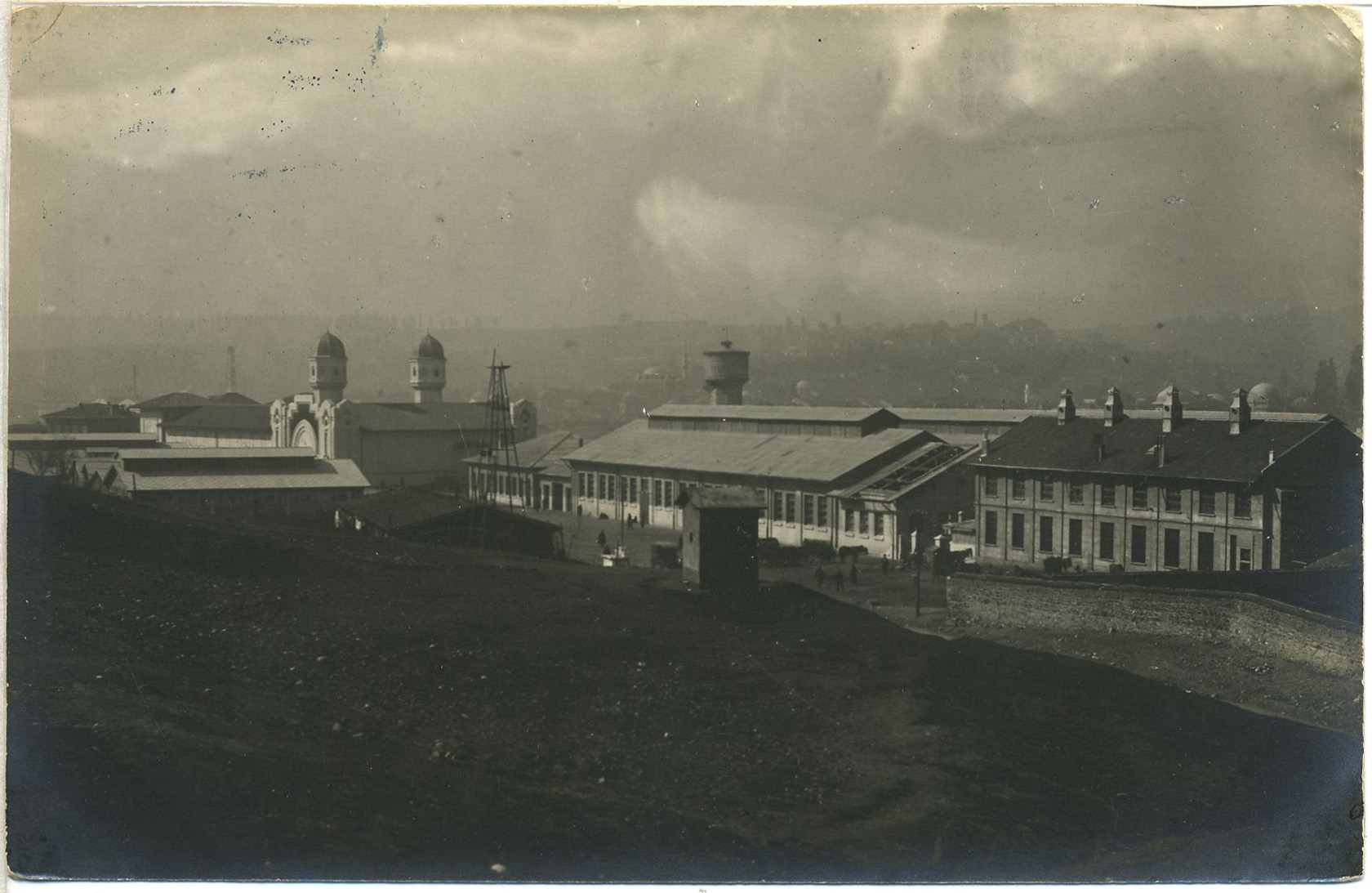
Photographie de l'abattoir de Sütlüce entre 1926 et 1929

Le Centre des Congrès Haliç, anciennement connu sous le nom d'abattoir de Karağaç ou d'abattoir de Sütlüce, a été ouvert en 1923 pour garantir que les opérations d'abattage à Istanbul soient effectuées et supervisées de manière hygiénique. Son architecte est Vedat Tek.
Depuis 2009, il s'appelle Centre des Congrès Haliç et est utilisé comme centre de congrès et centre culturel.

## Anciens abattoirs
Bien que les abattoirs privés de divers quartiers d'Istanbul aient été inspectés par le ministère de l'Agriculture, ils étaient en mauvais état. Le nombre d'abattoirs, réduit à 147 pendant la guerre, tombe à 22 après la guerre. Ses inspections ont été retirées du ministère de l'Agriculture et confiées au Şehremaneti, gouvernement local s'occupant de la propreté et de la beauté de la ville.
Cemil Bey, parti à Genève après la guerre, fut nommé chef du Şehremaneti le 3 mai 1919 après son retour à Istanbul. Ayant travaillé sur la question des abattoirs après son entrée en fonction, il a commencé à subir des pressions de la part du commandement des forces d'occupation d'Istanbul en raison de l'état des abattoirs. Le 17 juillet 1919, le commissaire extraordinaire de France adresse une lettre de protestation au ministère des Affaires étrangères.
À la suite de la lettre de protestation, les fondations de l'abattoir de Sütlüce furent posées le 29 novembre 1919. Le coût de la construction est de 396 000 lires. L'abattoir a commencé son service le 12 juillet 1923. L'abattoir, devenu indépendant en 1928, a été rattaché à la municipalité d'Istanbul en 1932.
L'abattoir, qui est le plus grand abattoir d'Istanbul, n'a fonctionné qu'après 1985 comme centre de distribution de viande au motif qu'il polluait la Corne d'Or.

## Centre de congrès et centre culturel
Bedrettin Dalan, alors maire de la municipalité métropolitaine d'Istanbul, a décidé de transformer l'abattoir inutilisé en un centre culturel dans le cadre du projet Corne d'Or. L'appel d'offres pour la construction, qui constituait la première étape concrète pour transformer l'abattoir désaffecté en centre culturel, a été lancé seulement en 1997 par Recep Tayyip Erdoğan, alors maire de la municipalité métropolitaine d'Istanbul. En 1998, les bâtiments inutilisés de l'abattoir ont été démolis et la construction du centre culturel a commencé. Le projet a été achevé en mars 2009. Le site a ouvert  en même temps que la réunion du Conseil mondial de l'eau.